# Movimientos eclesiales
Con la expresión movimientos eclesiales se busca describir a grupos y asociaciones eclesiales de fieles cristianos. Conforman comunidades dentro de la Iglesia católica que tienen una determinada forma de llevar a cabo o vivir la fe católica. En ocasiones están dedicadas a la evangelización y actividad misionera. También son conocidos como movimientos laicos, para diferenciarlos de movimientos de religiosos o de vida monástica. Tras el Concilio Vaticano Segundo se incrementó la aparición de muchos de estos movimientos.
En el año 1998 tuvo lugar el Congreso Internacional de los Movimientos Eclesiales, celebrado en Roma el día de Pentecostés, contando con la presencia 250.000 personas de 56 movimientos y comunidades.

¿Qué se entiende, hoy, por «movimiento »? El término se refiere con frecuencia a realidades diferentes entre sí, a veces, incluso por su configuración canónica. Si, por una parte, ésta no puede ciertamente agotar ni fijar la riqueza de las formas suscitadas por la creatividad vivificante del Espíritu de Cristo, por otra indica una realidad eclesial concreta en la que participan principalmente laicos, un itinerario de fe y de testimonio cristiano que basa su método pedagógico en un carisma preciso otorgado a la persona del fundador en circunstancias y modos determinados.
Juan Pablo II, Mensaje al Congreso Mundial de los Movimientos de 1998, en PC Laicis 1999, 18.

Algunos de los movimientos participantes y posteriormente reconocidos como oficiales fueron:
- Movimiento de los Focolares (Obra de María), fundado en 1943 por Chiara Lubich en Trento, reconocido en 1962.
- Camino Neocatecumenal, fundado en 1964 por Kiko Argüello y Carmen Hernández, aprobado sus estatutos en 2008.
- Comunión y Liberación, fundado en 1954 por Luigi Giussani en Milán, reconocido en 1982.
- Comunidad de Sant'Egidio, fundada en 1968 por Andrea Riccardi en Roma, reconocida en 1986.

Los precursores de los movimientos eclesiales modernos fueron el Movimiento de Schöenstatt, fundado en 1914 por el P. Kentenich en Alemania; la Legión de María, fundada en 1921 por Frank Duff en Irlanda; la Acción Católica; los Cursillos de Cristiandad; la Renovación Carismática Católica, y la Familia Mundial de Radio María.
El Opus Dei, aunque comparte algunas de las características de los movimientos eclesiales, no es generalmente considerado como tal. Fundado en 1928, tuvo diversas configuraciones canónicas —buscando siempre mantener el carácter laical de su mensaje—, hasta que en 1982 fue erigido como prelatura personal, por Juan Pablo II, pasando a depender de la entonces Congregación para los Obispos. Esto le confería una estructura similar a la de una diócesis o un ordinariato militar, permaneciendo como parte de la jerarquía y jurisdicción de la Iglesia. Entre 2022 y 2023, el papa Francisco realiza algunas modificaciones con el fin de preservar el carisma fundacional de la institución, haciéndola depender del Dicasterio para el Clero, y entendiéndola similar a una asociación de sacerdotes, con la que los laicos cooperan orgánicamente.